# Xylosciara miraculosa
Xylosciara miraculosa är en tvåvingeart som först beskrevs av Werner Mohrig och Evgenia Antonova 1978.  Xylosciara miraculosa ingår i släktet Xylosciara och familjen sorgmyggor. Inga underarter finns listade i Catalogue of Life.